# موش کور حشره‌خوار کنجکاو
موش کور حشره‌خوار کنجکاو (نام علمی: Uropsilus investigator) نام یک گونه از سرده موش کورهای حشره‌خوار است.